# Норт Каролтон (Мисисипи)
Норт Каролтон (енгл. North Carrollton) град је у америчкој савезној држави Мисисипи.

## Демографија
По попису из 2010. године број становника је 473, што је 26 (-5,2%) становника мање него 2000. године.
| Група             | 2000.       | 2010.       |
| Белци             | 280 (56,1%) | 276 (58,4%) |
| Афроамериканци    | 214 (42,9%) | 171 (36,2%) |
| Азијати           | 0 (0,0%)    | 0 (0,0%)    |
| Хиспаноамериканци | 4 (0,8%)    | 23 (4,9%)   |
| Укупно            | 499         | 473         |